# Щербатова Марія Григорівна
Княгиня Марія Григорівна Щербатова, уроджена графиня Строганова (17 жовтня 1857, Санкт-Петербург — 20 січня 1920, Немирів Брацлавський повіт Подільська губернія) — благодійниця, підприємниця, спадкоємиця частини художнього зібрання Строганових і Немирівського палацу Потоцьких.

## Біографія
Марія Григорівна народилася в родині колекціонера графа Григорія Сергійовича Строганова (1829—1910) і графині Марії Болеславівни Потоцької (1839—1882), дочки Болеслава Потоцького і Марії Салтикової. Була нащадком двох знаменитих аристократок: Наталі Голіциної і Софії Потоцької. Крім дочки у Строганових народився син Сергій (1861—1877), який рано помер.

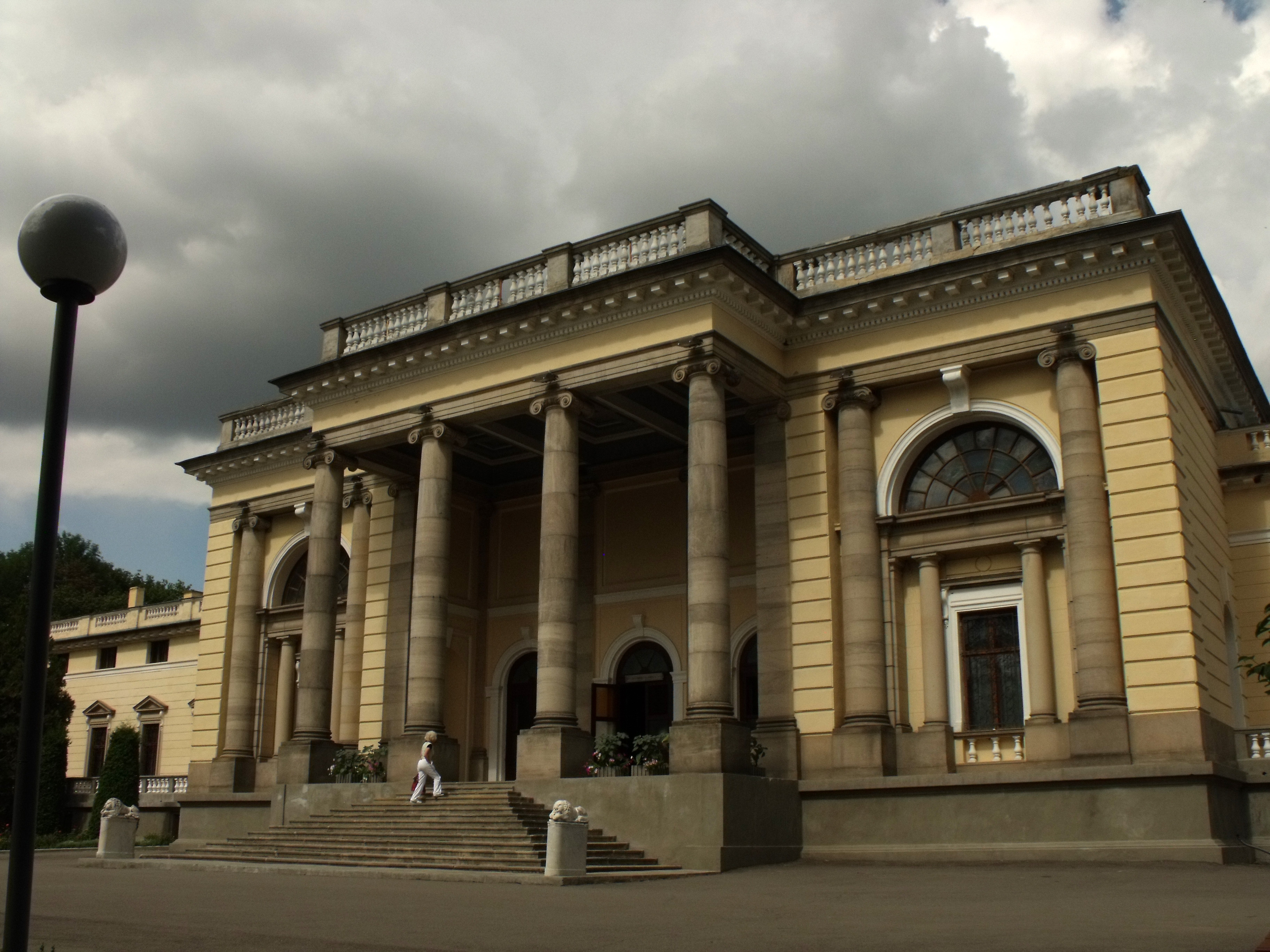
Палац М. Г. Щербатової в Немирові

У 1880 році княгиня Марія Григорівна Щербакова запросила Стефана Маковецького у Немирів для проведення робіт по розширенню і покращенню парку біля її палацу. Тут Маковецький працював 10 років.[джерело?]
У 1910 році після смерті батька Марія Григорівна успадкувала будинок на віа Грегоріана в Римі, що мав багаті зібрання мистецтва і книг. Докладних розпоряджень з приводу своєї колекції Григорій Сергійович не залишив, і княгиня Щербатова передала все залишене своїм дітям. Ті в свою чергу передали ряд предметів в музеї. 
|  | княгиня подарувала Імператорському Ермітажеві предмети сасанідського срібла, візантійський релікварій і табернакль Беато Анджеліко, а Національній Галереї Рима — портрет Еразма Роттердамського пензля Квентіна Метсіса Оригінальний текст (рос.) княгиня подарила Императорскому Эрмитажу предметы сасанидского серебра, византийский реликварий и табернакль Беато Анжелико, а Национальной Галерее Рима — портрет Эразма Роттердамского кисти Квентина Метсиса |

У 1912 році в Ермітаж надійшли також дві картини: «Молиться свята» Якопо дель Селлайо і «Вознесіння» сієнської школи. Однак більша частина колекції залишалася в Римі і була розпродана княгинею Оленою Петрівною Щербатовою, яка в еміграції залишилася без засобів до існування. У 1926 році Роберто Лонгі писав в журналі «Dedalo»: «Розпилення строганівської колекції — вже доконаний факт».
Більшу частину життя Марія Григорівна проводила в сімейному маєтку у Немирові. У 1872 році її батько відкрив тут гуральню, і княгиня Щербатова продовжила його справу. До початку XX століття винокурня виробляла вже понад 5 тис. півлітрових пляшок спирту на добу. На відміну від своїх конкурентів, які виготовляли спирт з дешевої картопляної сировини, Марія Григорівна випускала дорожчий, але якісний зерновий спирт. У листопаді 1906 був підписаний контракт, що дозволяв здійснювати Немирівському спиртзаводу регулярні постачання спирту на казенні горілчані заводи Москви і Санкт-Петербурга.
Продовжуючи сімейні традиції свого діда Болеслава Потоцького, істотну частку коштів княгиня Щербатова віддавала на благодійні цілі. У Немирові було здійснено мощення вулиць, вздовж яких поставили електричні ліхтарі, побудована безкоштовна лікарня для бідних, утримувалась гімназія і монастирська школа для дівчаток. Княгиня фінансувала будівництво Київського політехнічного інституту, на її кошти здібні діти місцевих жителів навчалися в Одесі, Києві, Москві та Петербурзі.
Марія Григорівна запросила з Праги архітектора Іржі Стібрала, за проектами якого в Немирові були зведені новий спиртзавод, електростанція, критий ринок, Немирівський палац і дендропарк, який займав територію в 85 га. Будівництво тривало з 1885 по 1917 роки.

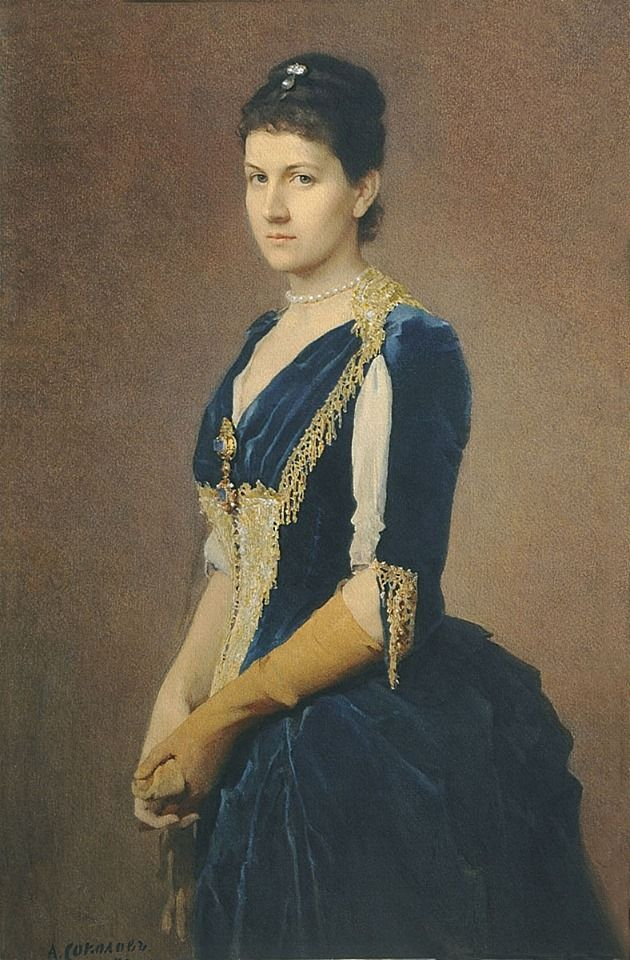
Княгиня М. Г. Щербатова на портреті А. П. Соколова (1886)

Своїм порятунком княгині Щербатовій зобов'язане одне з найбільших городищ на території України — Немирівське. До 1908 року розкопки тут велися жителями з метою пошуку скарбів. Марія Григорівна запросила професійних археологів. І у 1909 році відбулася перша наукова експедиція під керівництвом професора С. С. Гамченко, який виявив залишки трипільського поселення, а в 1910 році друга — під керівництвом професора О. А. Спицина.

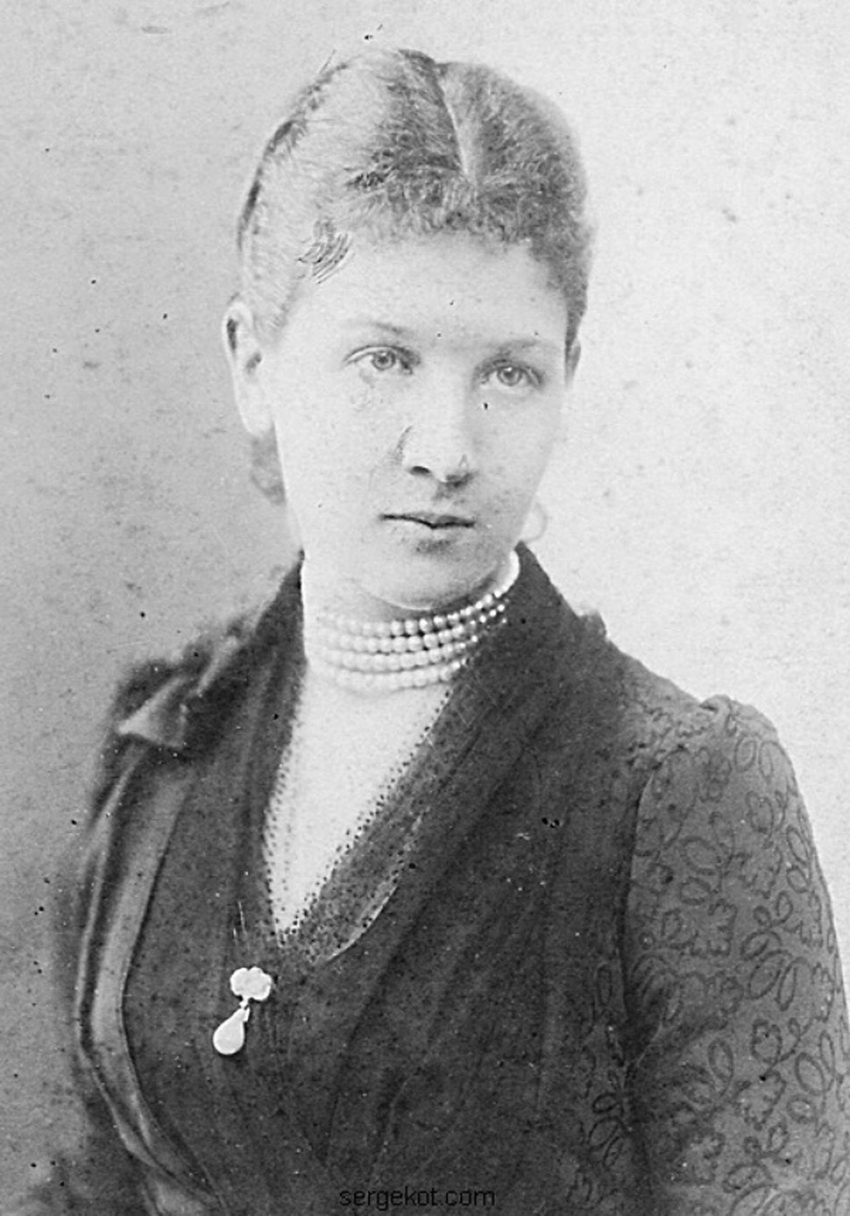
Фотографія від 1887 року. Родинний архів Щербатових.

З початком Першої світової війни в замку розташовувався лазарет, де княгиня Щербатова працювала як сестра милосердя. З цією ж метою в Немирів приїхали Олена (1893—1985), Ольга (1897—1920) і Олександра (1898—1987) Столипіни разом з матір'ю Ольгою Борисівною і молодшим братом Аркадієм Столипіним. Один з місцевих жителів згадував: 
|  | 1914-го княгиня Щербатова віддала свій палац під лазарет. І сама працювала в ньому сестрою милосердя разом із трьома доньками Столипіна, які доводилися їй ріднею і спеціально приїхали до Немирова допомагати пораненим. Оригінальний текст (рос.) В 1914-м княгиня Щербатова отдала свой дворец под лазарет. И сама работала в нем сестрой милосердия вместе с тремя дочками Столыпина, приходившимися ей родней и специально приехавшими в Немиров помогать раненым. |

Після Жовтневого перевороту сім'я Щербатових залишилась в Немирові. Голова Ради народних комісарів УРСР Християн Раковський дал вказівку ревкому про недоторканість сім'ї, їх палацу і парку. Але на початку січня 1920 в маєток увійшов загін червоноармійців. 15 січня загинув син Марії Григорівни, Володимир. По одній версії, він бул побитий трьома червоноармійцями, по другій — розстріляний. 20 січня Марія Григорівна Щербатова з дочкою і подругою Марією Гудим-Левкович були розстріляні у своєму маєтку. Місцевий житель згадує:
|  | Вони примчали до мене: «Біжімо! Там княгиню розстріляли! Коли ми прибігли, трупи вже закопали, але не глибоко, лише присипали землею. З-під свіжого горбика стирчала одна нога у чорній туфлі. Ми навколо пошурували, знайшли шматки черепів з довгим волоссям, що розлетілося в різні боки від пострілів у потилицю. Оригінальний текст (рос.) Они примчались ко мне: «Бежим! Там княгиню расстреляли!» Когда мы прибежали, трупы уже закопали, но не глубоко, а лишь присыпали землей. Из-под свежего холмика торчала одна нога в черной туфле. Мы кругом пошуровали, нашли куски черепов с длинными волосами, разлетевшимися в разные стороны от выстрелов в затылок». |

Разом з Щербатовими постраждала і Ольга Столипіна, яка померла через кілька днів.
Маєток Щербатових було націоналізовано. Територію палацу зайняв санаторій «Авангард». Спиртзавод продовжував виробляти продукцію. У 1985 році тут також почали виробляти кальвадос, а в 1992 році на базі кальвадосного цеху відкрилося приватне підприємство Nemiroff.

## Шлюб і діти
У 1879 році графиня Марія Григорівна вийшла заміж за свого четвероюродного брата князя Олексія Григоровича Щербатова (1848—1912), сина князя Григорія Олексійовича Щербатова і графині Софії Олександрівни Паніної. У шлюбі народилися:
- Володимир Олексійович (16.02.1880 — 15.01.1920, розстріляний більшовиками в Немирові) — з 29.04.1915 одружений з Оленою Петрівною Столипіною (15.12.1893 — 02.10.1985,), дочкою прем'єр-міністра Петра Аркадійовича Столипіна і Ольги Борисівни Нейдгардт. У подружжя було дві дочки: Ольга (1915—1948) і Марія (нар. 1916). Після вбивства чоловіка Олена Петрівна покинула Росію і 29.04.1923 вступила в другий шлюб з князем Вадимом Григоровичем Волконським (05.06.1895 — 23.10.1973);
- Олександра Олексіївна (30.08.1881 — 20.01.1920, убита разом з матір'ю більшовиками) — фрейліна.